# Fofi Gennimata
Fofi Gennimata (in greco: Φώφη Γεννηματά, IPA: [ˌfofi ʝenimaˈta]), all'anagrafe Fotini Gennimata (in greco: Φωτεινή Γεννηματά, IPA: [fotiˈni ʝenimaˈta]; Atene, 17 novembre 1964 – Atene, 25 ottobre 2021) è stata una politica greca, presidente del Movimento Socialista Panellenico (PASOK) dal 2015 fino alla morte.
Durante il governo di George Papandreou ha ricoperto il ruolo di vice ministro della sanità. Gennimata è stata anche vice ministro degli Interni e vice ministro della Pubblica Istruzione.

## Biografia
Gennimata è nata ad Atene. Suo padre è Georgios Gennimatas, anch'egli politico nonché uno dei fondatori del Movimento Socialista Panellenico. Si è laureata in Scienze politiche e pubblica amministrazione all'università di Atene nel 1987. Quando era all'università era membro dell'unione socialista degli studenti. Era sposata e aveva 3 figli.
Nel 2008 a Gennimata è stato diagnosticato un cancro al seno metastatico. Nel giugno 2020 in uno show televisivo ha dichiarato della sua battaglia contro il cancro: per diversi anni ho vissuto con l'idea che a un certo punto il cancro avrebbe bussato alla mia porta. Poi la nostra quotidianità ci ha sopraffatti, abbiamo iniziato a vivere normalmente e l'abbiamo dimenticata, l'abbiamo tolta dalle nostre vite. Ma è tornato e dopo che è tornato abbiamo imparato a conviverci. L'11 ottobre 2021 Gennimata fu ricoverata in ospedale con ileo a causa del cancro metastatico. Il 12 ottobre ha annunciato il suo ritiro dalle elezioni per la leadership del Movimento per il cambiamento a causa del deterioramento della sua salute.
Il 25 ottobre 2021 Gennimata muore all'Ospedale Evangelismos di Atene. La sua morte ha causato emozione a livello nazionale. Il parlamento greco ha tenuto un minuto di silenzio e ha deciso di sospendere le sue sessioni per una settimana in onore di Gennimata. Il primo ministro greco Kyriakos Mitsotakis ha dichiarato una giornata di lutto nazionale per il 27 ottobre, giorno in cui si è tenuto il funerale di Gennimata.

## Carriera politica
Dal 2001 al 2004 è stata membro del consiglio centrale del PASOK e dal 2003 al 2009 membro dell'ufficio esecutivo. Gennimata è stata eletta due volte come presidente della super-prefettura di Atene e del Pireo, nel 2002 e nel 2006.
Dall'ottobre del 2009 al settembre del 2010 ha ricoperto il ruolo di vice ministro della salute durante il governo del presidente George Papandreou. 
Nel 2012 è stata nominata portavoce del PASOK.
Gennimata è stata eletta leader del partito succedendo a Evangelos Venizelos dimessosi un anno prima dalla fine del suo mandato. 
Ha vinto le primarie con il 51% di voti battendo Odysseas Konstantinopoulos e Andreas Loverdos. Gennimata è la prima donna nominata leader del partito.